# Наполеау, Артур
Артур Наполеау (порт. Arthur Napoleão, 6 марта 1843 — 12 мая 1925) — португальский и  бразильский композитор, пианист, музыкальный редактор и коммерсант.

## Биография
Был вундеркиндом. Первый концерт дал в возрасте семи лет. При финансовой поддержке короля Португалии Фернанду II выступал по всей Европе с такими знаменитостями как Вьётан и Венявский. В 15 лет давал концерты в Нью-Йорке. В 1866 переехал в Рио-де-Жанейро где зарабатывал продажей музыкальных инструментов и редактированием партитур. Способствовал развитию и распространению бразильской музыки.
Продолжал выступать как пианист и исполнитель камерных произведений, часто с кубинским скрипачом Хосе Уайт-и-Лафиттом. Преподавал фортепиано. Одной из известных его учениц была Шикинья Гонзага.
В 1883 году основал в Рио-де-Жанейро Общество концертов классической музыки.
Помимо музыки увлекался шахматами, о которых написал книгу, опубликованную в 1898. Через три года участвовал в дистанционном турнире по шахматам (по телеграфу) между Бразилией и Аргентиной.
Занимал кресло номер 18 Бразильской академии музыки.
Умер в Рио-де-Жанейро в 1925 году.
Его братья, Аннибал (1845–1880) и Альфредо (1852–1917), также были композиторами.

## Основные произведения
- Музыка для оркестра:
  - Камоэнс (порт. Camões) — оркестр и банда
  - Африканка (порт. L'Africaine) — фортепиано с оркестром
  - Гимн Акко (порт. Hino do Acre)
  - Гимн Святому Духу (порт. Hino do Espírito Santo)
- Инструментальная музыка:
  - Бразильянке (порт. A Brasileira) — фортепиано
  - Чудачке (порт. A Caprichosa) — фортепиано
  - Эльвира (порт. Elvira) — фортепиано
  - Фьюминезе[3] (порт. A Fluminense) — фортепиано
  - Первое впечатление о Бразилии (порт. Uma Primeira impressão do Brasil) — фортепиано
  - Суэре в Рио (фр. Soirée de Rio) — фортепиано
  - Интимные суаре (фр. Soirées intimes) — фортепиано
  - Твои глаза (порт. Teus olhos) — фортепиано
- Музыка для голоса и фортепиано:
  - Если бы ты меня любила (порт. Se Tu Me Amasses)
  - Мираж (порт. Miragem)